# Crisis alimentaria mundial de 2007-2008
La crisis alimentaria mundial fue una crisis alimentaria producida por un incremento en los precios de los alimentos a nivel mundial durante los años 2007-2008. La crisis impactó particularmente en las regiones más pobres del mundo (destacando Malaui, Zambia y Zimbabue), generando además inestabilidad política y disturbios sociales en varios países.
Entre los motivos se incluyen las cosechas precarias en varias partes del mundo, especialmente Australia. Otras causas del aumento de los precios de alimentos a nivel mundial es la creciente demanda por biocombustibles en países desarrollados y la creciente demanda por la clase media, que está en aumento en poblaciones de Asia, quienes han variado sus hábitos alimentarios, exigiendo mayor variedad y más carne en sus dietas, provocando una mayor demanda de recursos agrícolas.
Asimismo, el aumento continuo del precio del petróleo ha aumentado los costos de los fertilizantes y el costo de transporte de los productos. Estos factores, unidos a la caída de las reservas de alimentos en el mundo y la inestabilidad producida por especulaciones del mercado de acciones han contribuido a aumentos a nivel mundial de los precios de los alimentos.
En los países desarrollados el incremento de precios se convirtió en la principal preocupación de las clases populares. Según el presidente del Banco Mundial, Robert Zoellick, hasta unas 100 millones de personas se vieron seriamente en riesgo por la crisis.

## Factores

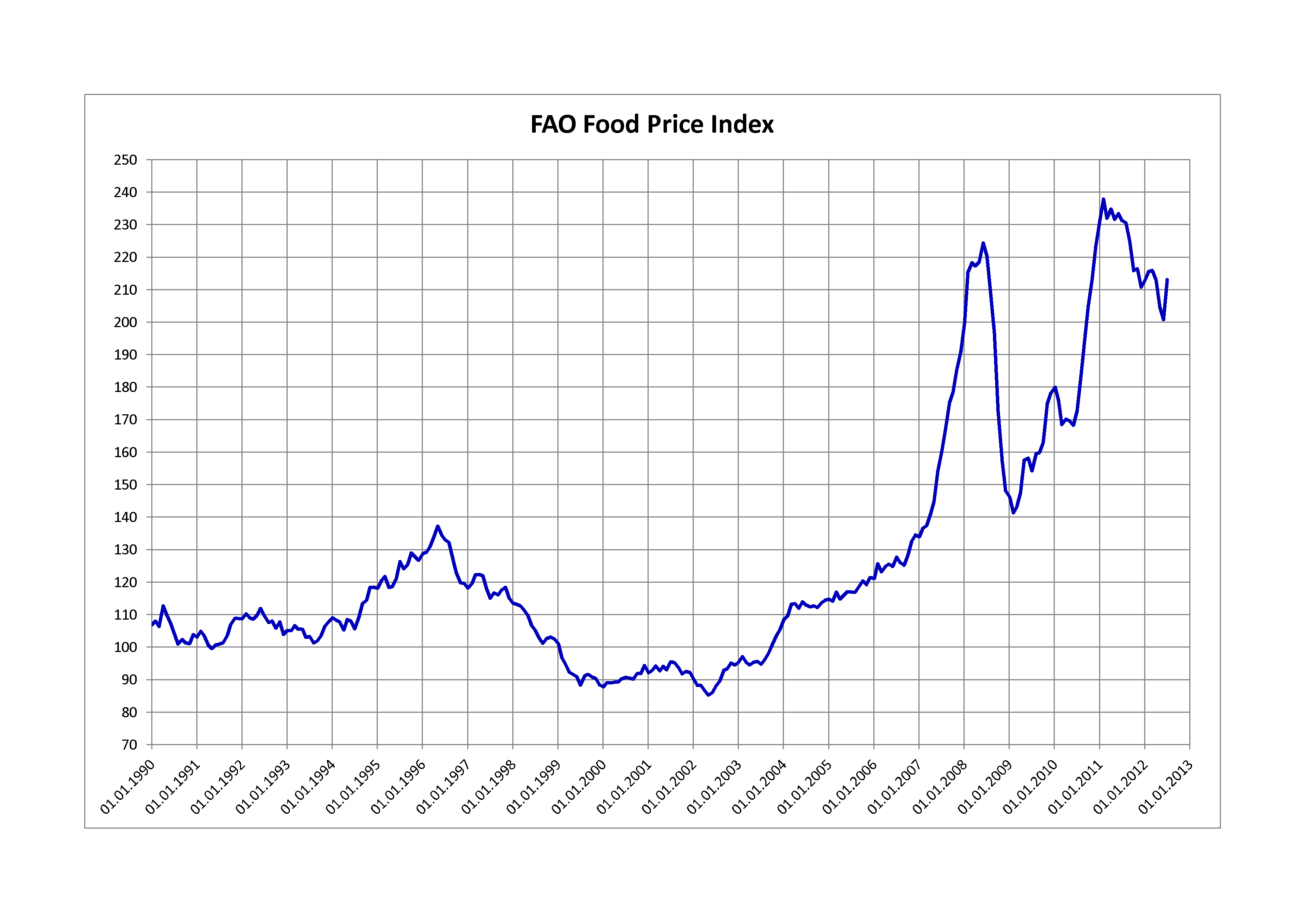
FAO Food Price Index

Muchos factores contribuyeron al aumento de los precios básicos. Los analistas lo han explicado como una combinación crucial de factores: malas cosechas en varias partes del mundo debido al clima, bajos niveles de reservas de comida, aumento del consumo de China e India, aumento demográfico mundial, aumento de consumo de biodiésel y cambios en la economía global.

### Impacto de los biocombustibles
Una de las causas del incremento de precios sería el uso de cosechas de maíz estadounidense para fabricar biocombustibles. Como los agricultores dedicaron más cosecha para biodiésel que en años anteriores, se redujo la oferta destinada a la producción de alimentos en proporción. Esto ha reducido los alimentos disponibles, sobre todo en los países subdesarrollados, donde el aprovisionamiento que una familia se puede permitir ha bajado en gran medida. La crisis se podría interpretar, en cierto modo, como una dicotomización entre países ricos y pobres: por ejemplo, llenar el depósito de un automóvil mediano con biocombustible requiere tanta cantidad de maíz como la que un africano consume en un año entero.
Brasil, los Estados miembros de la Unión Europea, los Estados Unidos y otros países están apoyando activamente la producción de biocombustibles líquidos provenientes de la agricultura; éstos se extraen, generalmente, del maíz o de la caña de azúcar, así se produce etanol, y de diversos cultivos de oleaginosas, cuando se produce biodiésel. Los posibles beneficios ambientales y sociales, entre ellos la mitigación del cambio climático y una contribución a la seguridad energética, son citados como los principales motivos del apoyo del sector público a las industrias de biocombustibles, cuyo crecimiento ha sido rápido. Puesto que los efectos económico, ambiental y social de los biocombustibles son ampliamente debatidos, es necesario evaluarlos cuidadosamente antes de extender el apoyo del sector público hacia programas de biocombustibles en gran escala. Estos efectos dependen del tipo de materia prima agrícola empleada, del proceso de producción aplicado, y de los cambios que requiera el uso de la tierra. 
Desde finales de 2007, la inflación agraria, causada en parte por el mayor uso de maíz para biocarburantes, así como la fijación del precio del maíz respecto al del petróleo que hicieron los comerciantes en materias primas y el consiguiente aumento de precios, ha causado la sustitución de mercado del maíz, con subidas de precios que se trasladan en torrentes a otras materias primas: primero fueron los precios del trigo y soja, después del arroz, el del aceite de soja y el de otros aceites de cocina.
Los cultivos no alimentarios pueden crecer en tierras marginales, inadaptadas para los de alimento, pero estos biocombustibles más avanzados requieren mayor desarrollo en prácticas agrarias y tecnología de refinamiento. En contraste, el etanol del maíz usa tecnología madura, y el cultivo de maíz puede ser cambiado de uso alimentario al uso para combustible rápidamente.

### Crecimiento de la población mundial

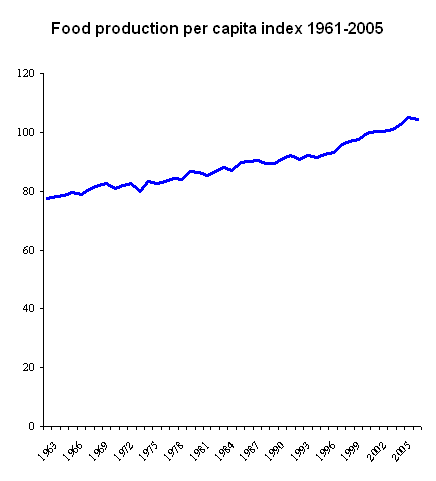
El crecimiento de la producción alimentaria ha sido mayor que el crecimiento de la población. La cantidad de alimento por persona se incrementó durante el período 1961-2005.

Aunque algunos críticos han argumentado que esta crisis alimentaria se debe al crecimiento sin precedentes de la población mundial, otros, sin embargo, mencionan que la tasa de crecimiento, de hecho, ha bajado de manera drástica desde 1980, y que la disponibilidad de cereales ha seguido creciendo más deprisa que la población. La producción de alimentos per cápita ha crecido desde 1960, y esta tendencia no ha cambiado dramáticamente con las cosechas de 2006-2007.
Los análisis de abril de 2008 de la Organización de las Naciones Unidas para la Agricultura y la Alimentación mantienen que mientras el aumento del consumo de cereales ha subido uno por ciento desde 2006, la mayoría de este aumento ha ido a parar a los países desarrollados. Donde ha aumentado su utilización para el consumo humano ha sido en gran parte en alimentos con "valor añadido" (procesados), que se venden en países desarrollados y en vías de desarrollo. El crecimiento total de la utilización de cereales desde 2006 (una subida del 3%, superior al 2% de promedio anual del período 2000-2006) ha sido mayor en el uso no alimentario, especialmente en piensos y biocombustibles. 
Para producir un kilogramo de carne de vacuno se necesita usar siete kilogramos de cereales como pienso. Estos informes, por lo tanto, concluyen que es el uso industrial, en piensos y en alimentos que incorporan un procesamiento importante, y no el aumento de población entre los consumidores pobres de cereales en bruto o poco elaborados, lo que ha contribuido a los aumentos de precio.

### Incremento de demanda en Asia
La población de clase media ha crecido en Asia en los últimos 20 años. Aunque la gran mayoría de la población de Asia sigue siendo rural y pobre, el crecimiento de la clase media en la región ha sido dramático, y se piensa que seguirá creciendo. Para comparar, en 1990, la clase media crecía 9.7% en India y 8.6% en China; en cambio, en el 2008 ha alcanzado una tasa de crecimiento de cerca del 30 y 70 por ciento, respectivamente.
El correspondiente aumento en la afluencia ha traído también un cambio en el estilo de vida y en los hábitos de alimentación, más específicamente en una demanda mayor de variedad en los alimentos y más carne en la dieta causando una mayor demanda de recursos de parte del campo.

### Energía
El aumento en los costos de la energía ha sido citado como una de las causas del aumento de precio de los alimentos.
En agosto de 2009 se reporta que Dubái advierte de la subida de precios del té.

## Disturbios y críticas al modelo agroalimentario
En países como Haití, Egipto, Indonesia, Bangladés, India, Pakistán, Tailandia y otros países del mundo hubo disturbios en protesta por la subida de precio de los alimentos. El Banco Mundial afirma que 33 países se ven enfrentados a problemas políticos y desórdenes sociales a raíz de la crisis.
La crisis alimentaria ha sido relacionada por parte de los movimientos y activistas partidarios de la soberanía alimentaria con el impacto de las políticas neoliberales en los países del tercer mundo. La activista y autora en favor de la soberanía alimentaria Esther Vivas considera que la crisis alimentaria “responde al impacto de las políticas neoliberales que se vienen aplicando desde hace treinta años a escala global. Liberalización comercial a ultranza a través de las negociaciones en la Organización Mundial del Comercio y en los acuerdo de libre comercio y las políticas de ajuste estructural, el pago de la deuda externa, la privatización de los servicios y bienes públicos son sólo algunas de las medidas que se han venido imponiendo por parte del Banco Mundial y el Fondo Monetario Internacional en las últimas décadas en los países del Sur”.

## Medidas paliativas

### Estados Unidos
El ex Presidente de los Estados Unidos, George W. Bush, pidió al Congreso 770 millones de dólares (0,0059% de su PIB) para ayuda alimentaria y programas de desarrollo.

### México
El ex Presidente de México, Felipe Calderón Hinojosa, acordó con representantes industriales la congelación de los precios de más de 150 alimentos básicos hasta final de 2008 aunque ya aumentaron los precios. La medida se lleva a cabo en un intento por frenar la inflación que en el último mes se situó en el 4,95% en tasa interanual, el máximo desde diciembre de 2004.
Productos básicos como café, sardinas, atún, aceite, sopa o té, entre otros, mantendrán sus precios hasta el 31 de diciembre de 2008. Así lo acordaron el Gobierno Federal y los integrantes de la Confederación de Cámaras Industriales (Concamin) para enfrentar la crisis de los alimentos a nivel internacional y controlar la inflación.
Grupo Bimbo anunció en la 19 reunión Plenaria del comité empresarial México-China, que esperan tener la capacidad de mantener los precios el mayor tiempo posible, a pesar del alza del 20% del costo de los insumos. Daniel Servitje anunció también que las inversiones planeadas para este año se llevarán a cabo, pero los planes a largo plazo pueden ser modificados.